# فيانويفا ديل كامبيو
بلدية فيانويفا ديل كامبيو (بالإسبانية: Villanueva del Campillo) هي بلدية تقع في مقاطعة آبلة التابعة لمنطقة قشتالة وليون وسط إسبانيا.

## الديموغرافيا
بلغ عدد سكان بلدية فيانويفا ديل كامبيو 120 نسمة عام 2011 (وفقاً للمعهد الوطني للإحصاء الإسباني).
| 225 | 209 | 194 | 161 | 144 | 122 | 120 |

## أعلام
- ريكاردو بلازكز